# Burunge
El burunge (bulunge, mbulugwe, burungi) és una llengua cuixítica parlada per unes 13.000 persones al sud-est de les poblacions de Langi, Goima, Txambalo o Mirambu, a la regió Dodoma de Tanzània. Forma part, juntament amb l'aasáx, l'alagwa, el dahalo, el gorowa, l'iraqw i el kw'adza, de la subdivisió del cuixític meridional.